# Surriscaldamento di canna

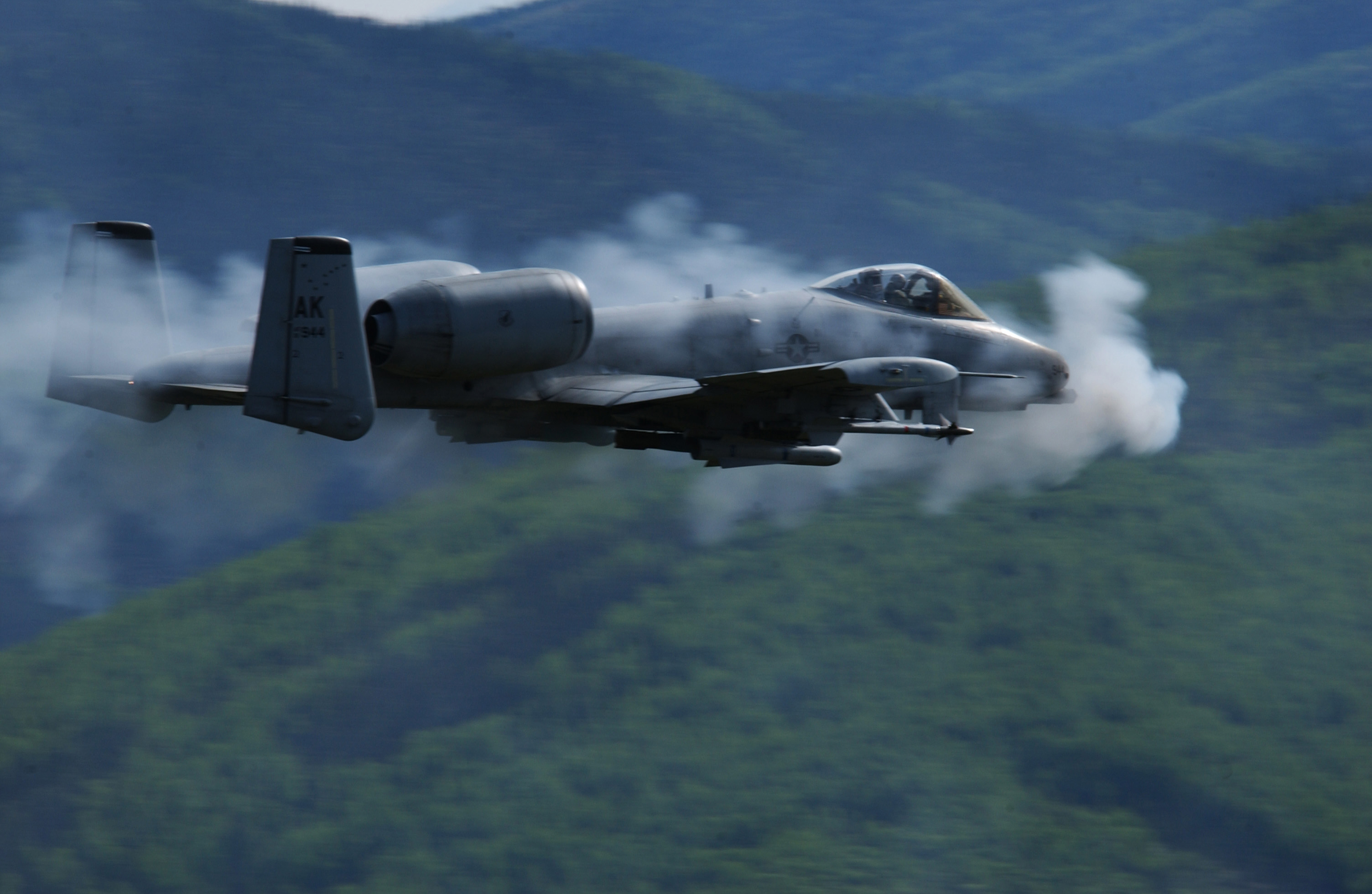
Thunderbolt A-10 mentre spara con il suo cannone Gatling da 30 mm GAU-8 Avenger durante un test

Il surriscaldamento di canna è un fenomeno presente in tutte le armi da fuoco, più o meno accentuato, dovuto al calore che viene ceduto alla canna dall'esplosione della carica di lancio e dall'attrito causato dal passaggio del proiettile all'interno della canna stessa.

## Descrizione
Questo provoca un riscaldamento e quindi la conseguente dilatazione della canna; quest'ultima, dilatandosi, teoricamente aumenterebbe il proprio calibro, e quindi se si continuasse a sparare l'energia del proiettile verrebbe dispersa in quanto i gas generati dall'esplosione della carica di lancio sopravanzerebbero la palla passando tra essa e la parete interna della canna e il colpo potrebbe risultare indebolito o del tutto inefficace, oltre a diventare instabile (e quindi impreciso) mancando il contatto tra proiettile e rigatura: ciò è rilevabile soprattutto nelle armi che iniziano il ciclo di sparo ad otturatore aperto (come molte mitragliatrici e pistole-mitragliatrici).
Comunque, la dilatazione della canna avviene maggiormente in lunghezza, mentre la dilatazione del calibro è generalmente compensata dalla maggiore dilatazione che ha il proiettile stesso (soprattutto della sua parte posteriore), dato che esso è costituito da metalli maggiormente dilatabili con il calore. Ne consegue che, per un certo numero di colpi sparati, la canna si scalda soprattutto per il calore generato dall'attrito che si crea per il passaggio del proiettile a contatto dell'anima della canna mentre "forza" l'eventuale rigatura, nonché per il calore generato naturalmente dalla deflagrazione della carica di lancio, che genera gas estremamente caldi che rimangono a loro volta a contatto con le parti metalliche costituite dall'eventuale bossolo e dall'anima della canna stessa, fino al momento in cui il proiettile è uscito dalla volata. 

## Le conseguenze

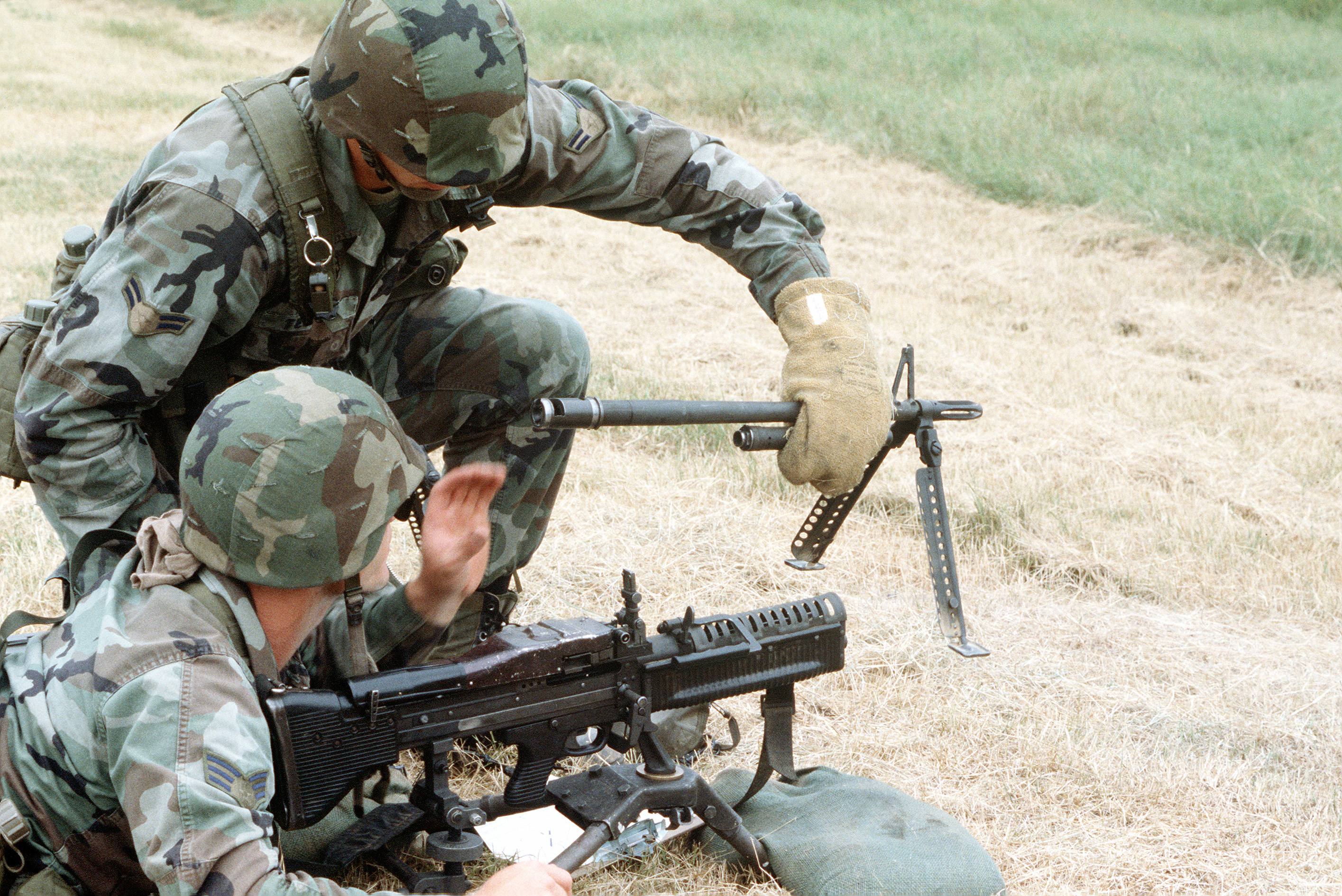
Mitragliatrice pesante M60 mentre si sta cambiando la canna con il sistema QCB in una gara di squadra durante la competizione Defenfer Challenge '88.

In ogni caso, il riscaldamento eccessivo della canna provoca gravi limitazioni. La dilatazione non omogenea della canna porta ad uno spostamento non preventivabile del punto d'impatto del proiettile: ogni arma viene "tarata" per colpire un certo punto a certe distanze regolando i sistemi di mira previsti, in modo che mirando nella stessa direzione ogni colpo colpisca sempre quel punto. Se la canna si dilata in modo non omogeneo per il calore, mano a mano che si spara, ogni nuovo colpo sparato porterà un aumento di temperatura della canna stessa che, dilatandosi, cambierà il punto d'impatto del colpo successivo.
Ancora più importante è la certezza che, dopo aver sparato un determinato numero di colpi in rapida successione, la camera di cartuccia presente nella canna sarà talmente calda da provocare l'autoaccensione delle cartucce successivamente incamerate (fenomeno che gli anglofoni chiamano "cooking off"), provocando lo sparo autonomo di ogni colpo che venisse messo in camera di cartuccia, per cui, in armi automatiche e semiautomatiche che iniziano il ciclo di sparo ad otturatore chiuso con cartuccia incamerata, si avrebbe una raffica incontrollata fino all'esaurimento delle munizioni disponibili nell'arma per il proprio rapido caricamento anche senza continuare a premere il grilletto.
A questo punto, inizierebbe a rilevarsi anche una dilatazione in calibro da parte della canna (in quanto cumulativo) non più compensata dalla dilatazione del calibro del singolo proiettile (che invece avviene volta per volta), per cui si sommerebbe al "cooking off" anche l'effetto prima descritto, dovuto all'aumento di calibro della canna per dilatazione e normalmente rilevabile principalmente in armi che sparano iniziando il ciclo di sparo ad otturatore aperto. 
Questo comporta l'impossibilità di sparare più di un determinato numero di colpi senza opportune pause che permettano alla canna di tornare a temperature che rendano possibile l'utilizzo dell'arma in modo controllato e sicuro.

## Metodi di raffreddamento
A causa di questo fenomeno che interessa tutte le armi da fuoco a tiro celere, da quelle portatili leggere a quelle di artiglieria, sono stati creati numerosi metodi per ottenere il raffreddamento della canna o, comunque, per permettere di sparare più a lungo minimizzando i tempi per raffreddare le canne delle armi automatiche. Alcuni esempi sono:
- l'uso dell'aria per numerose armi da fanteria come per la FN Minimi;
- l'uso dell'acqua soprattutto per le mitragliatrici della prima guerra mondiale come la FIAT-Revelli Modello 1914;
- la costruzione di canne molto spesse (Browning M2);
- la sostituzione della canna come nella mitragliatrice pesante MG 42 con il metodo QCB (Quick Change Barrel);
- l'uso di più canne (Minigun, Vulcan, Gatling, ecc.).